# Казачка (река, впадает в Тунайчу)
Казачка — река на острове Сахалин. Длина реки — 17 км. Площадь водосборного бассейна — 38 км².
Начинается к востоку от горы Лесхозовская, течёт по холмистой местности в восточном направлении. Долина реки занята пихтово-лиственничным лесом. Ширина реки в среднем течении — 10 метров при глубине, равной 0,1 метра. Скорость течения воды 1 м/с. Впадает в залив Обручева (бывш. залив Терпения) озера Тунайча на высоте 0,1 метра над уровнем моря. Протекает по Корсаковскому району Сахалинской области.
Основные притоки — Болотный, Варта, Омулевка (все — левые).

## Данные водного реестра
По данным государственного водного реестра России относится к Амурскому бассейновому округу.
Код объекта в государственном водном реестре — 20050000212118300005932.